# Nieps
Nieps ist ein Ortsteil der Gemeinde Rohrberg der Verbandsgemeinde Beetzendorf-Diesdorf im Altmarkkreis Salzwedel in Sachsen-Anhalt.

## Geographie
Das Dorf Nieps liegt vier Kilometer südwestlich von Rohrberg und 21 Kilometer südwestlich der Kreisstadt Salzwedel in der Altmark an der Hartau, einem Nebenfluss der Jeetze.
Nachbarorte sind Lüdelsen im Südwesten, Stöckheim im Nordosten und Ahlum im Osten.

## Geschichte

### Entstehung
Das heutige Dorf Nieps ist entstanden aus dem Forsthaus Nieps im Gut Ahlum.
Der Vorgänger des Gutes Ahlum war das landtagsfähige Rittergut Ahlum, das anfangs im Dorfe Ahlum lag. 1824 wurden die Gebäude im Zuge der Flurneuordnung abgebrochen und zwei Kilometer westlich des Dorfes wieder aufgebaut.

### Forsthaus Nieps
Das frühere Forsthaus Nieps, auch Försterei Nieps genannt, ist heute ein Wohnplatz names Forst am Forstweg im Lüdelsen.
Das Forsthaus Nieps ist auf der wüsten Feldmark eines früheren Dorfes entstanden, als die Gegend noch nicht bewaldet war.
Im Jahre 1335 wurden zwei Mühlen und ein Hof in villa et in Campis Nipitze erwähnt, die von dem Knesebeck hatten sie weiterverlehnt an Boning und Grieben. Im Jahre 1420 wurde in nyptz ein Untertan des Klosters Diesdorf von den Magdeburgern verschleppt und beraubt. Weitere Nennungen sind 1491 in dem dorppe to Yptze, 1693 Niepze und 1745 Nieptze.
Johann Christoph Bekmann berichtet im Jahre 1753: ein Holz, der Nips geheissen, alwo vordem ein Dorf gleiches namens gestanden.
1804 heißt es Vorwerk und Forsthaus Nieps im sogenannten Holze Nieps.

### Eingemeindungen/Umgliederungen
Nieps gehörte ursprünglich zum Salzwedelischen Kreis der Mark Brandenburg in der Altmark. Von 1807 bis 1813 lag es im Kanton Beetzendorf auf dem Territorium des napoleonischen Königreichs Westphalen. Nach weiteren Änderungen kam es 1816 in den Kreis Salzwedel, den späteren Landkreis Salzwedel im Regierungsbezirk Magdeburg in der Provinz Sachsen in Preußen.
Am 17. Oktober 1928 wurde der landwirtschaftliche Teil des Gutsbezirks Ahlum, das Gut Ahlum, mit der Landgemeinde Ahlum vereinigt. Der forstwirtschaftliche Teil, der Forst Nieps (mit dem damaligen Forsthaus Nieps), wurde mit der Landgemeinde Lüdelsen vereinigt.
Im Jahr 1957 wurde Nieps als Ortsteil von Stöckheim im amtlichen Ortsverzeichnis aufgeführt. Ein Vergleich der Koordinaten des Ortsteils mit dem Messtischblatt von 1902 zeigt, dass das frühere Gut Ahlum dem Ortsteil Nieps entspricht. Am 1. April 1974 wurde die Gemeinde Stöckheim aus dem Kreis Klötze in die Gemeinde Ahlum eingemeindet.
Durch den Zusammenschluss von Ahlum mit anderen Gemeinden am 1. Januar 2009 zur neuen Gemeinde Rohrberg kam Nieps als Ortsteil von Ahlum zu Rohrberg.

### Einwohnerentwicklung

#### Gutsbezirk/Gut/Vorwerk
| Jahr | Einwohner |
| ---- | --------- |
| 1798 | 11        |
| 1840 | 31        |
| 1871 | 34        |
| 1885 | 33        |
| 1895 | 34        |
| 1905 | 31        |

| Jahr | Einwohner |
| ---- | --------- |
| 2015 | [00]59    |
| 2018 | [00]59    |
| 2020 | [00]62    |
| 2021 | [00]59    |
| 2022 | [00]57    |
| 2023 | [0]51     |

#### Forsthaus
| Jahr | Einwohner |
| ---- | --------- |
| 1789 | 6         |
| 1798 | 5         |
| 1801 | 6         |
| 1818 | 8         |

| Jahr | Einwohner |
| ---- | --------- |
| 1871 | 04        |
| 1885 | 08        |
| 1895 | 13        |
| 1905 | 04        |

Quelle, wenn nicht angegeben, bis 1905:

## Religion
Die evangelischen Christen aus Nieps gehören zur Kirchengemeinde Ahlum, die früher zur Pfarrei Ahlum gehörte, diw heute betreut wird vom Pfarrbereich Beetzendorf im Kirchenkreis Salzwedel im Bischofssprengel Magdeburg der Evangelischen Kirche in Mitteldeutschland.

## Kultur und Sehenswürdigkeiten
- Großsteingräber bei Nieps